# Adolf Bühler senior
Adolf Bühler (* 11. August 1822 in Feldbach ZH; † 20. Oktober 1896 in Henau; heimatberechtigt in Hombrechtikon) war ein Schweizer Unternehmer aus der Unternehmerfamilie Bühler. Er war Gründer der Eisengiesserei Adolf Bühler, aus welcher die heutige Bühler AG hervorging.

## Leben

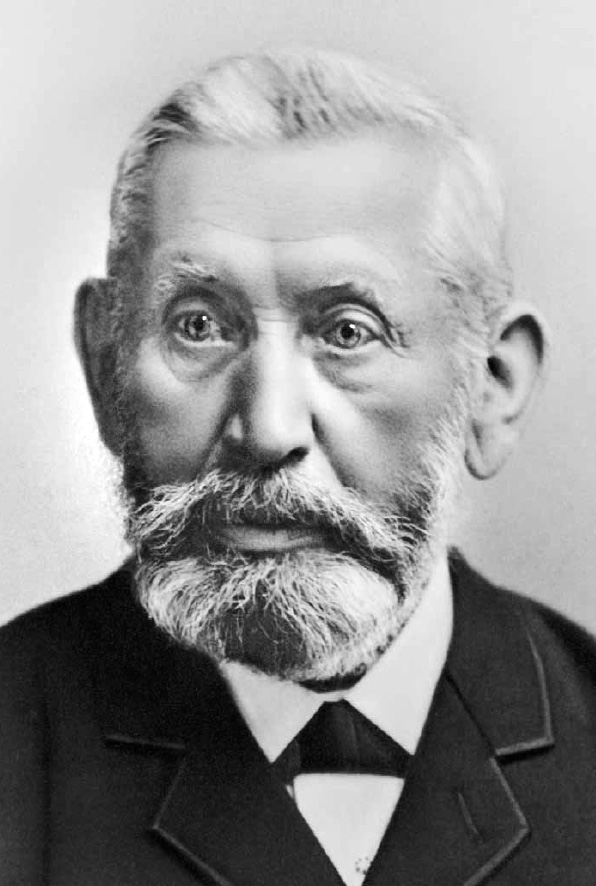
Adolf Bühler senior, um 1860

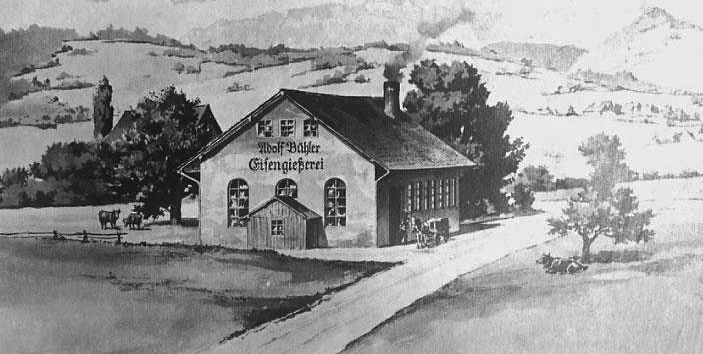
Eisengiesserei Adolf Bühler, ca. 1860

Adolf Bühler stammte aus einer wohlhabenden Familie, die einen Landwirtschaftsbetrieb, eine Mühle und eine Trotte besass. Adolf Bühler wurde 1822 als fünftes von fünfzehn Kindern des Hans Kaspar Bühlers in Feldbach geboren. Er startete 1842 eine Giessereilehre bei Caspar Aeppli in Rapperswil:8 und bei Sulzer in Winterthur. Er ging auf die Walz ins Ausland unter anderem nach Graz, Triest, Venedig und Mailand. In Graz schaffte er den Aufstieg zum Meister.
Adolf Bühler plante, eine eigene Giesserei zu eröffnen. Durch den Stationsvorstand des Bahnhofs Flawil wurde er auf ein Gebiet im Weiler Gupfen, aus dem später die Ortschaft Uzwil hervorging, am Fluss Uze in der Gemeinde Henau aufmerksam. Die Lage am Fluss für die Energiegewinnung und die Nähe zum 1855 eröffneten Bahnhof Uzwil der Sankt Gallisch-Appenzellischen Eisenbahn war optimal. Zudem blühte die St. Galler Stickerei, so war die Weberei Mathias Naef & Cie. in Niederuzwil ansässig. Er kaufte das Gelände beim benachbarten Stickereimaschinenproduzenten Gebrüder Benninger, zu denen er Beziehungen hatte,  ab und zog 1859 in die Gemeinde Henau um.:8 Am 10. Februar 1860 eröffnete er mit zwei Angestellten seine Giesserei.:8 Sein erster Kunde war Benninger.:8
1868 heiratete er die 22 Jahre jüngere Maria Seline Naef, die Enkelin des Mathias Naef, dem Gründer der Mathias Naef & Cie. Sie war die einzige Tochter des Herisauer Gemeindeammanns Abraham Naef. Das erste Kind der evangelischen Familie war Adolf Bühler junior, das vierte von fünf Buben war Friedrich Theodor Bühler. Alle fünf Söhne arbeiteten in der Firma mit.:9
Das Interesse Adolfs am Maschinenbau führte dazu, dass Bühler nicht nur Walzen goss, sondern mit der Zeit selber Walzenstühle und ganze Mühlen baute. Für seine Mitarbeiter schuf er 1875 eine Krankenkasse, dazu kamen Fürsorgefonds und Wohnungsbauten. Zudem finanzierte er zusammen mit der Mathias Naef sowie den Gebrüdern Benninger das 1873 errichtete evangelische Schulhaus in Niederuzwil.
Adolf senior starb 1896 unerwartet an einer Herzlähmung. Zu diesem Zeitpunkt zählte die Firma Adolf Bühler 600 Mitarbeiter und 40 Fabrikgebäude, zudem wurden Niederlassungen in mehreren Ländern errichtet.